# UFC Fight Night: Kape vs. Almabayev
UFC Fight Night: Kape vs. Almabayev (conosciuto anche come UFC Fight Night 253, UFC on ESPN + 111 oppure UFC Vegas 103) è stato un evento di arti marziali miste tenuto dalla Ultimate Fighting Championship il 1º marzo 2025 all'UFC Apex di Las Vegas, negli Stati Uniti.

## Risultati
|                  | Divisione             |                  |                 |                  | Metodo                                      | Round           | Tempo           | Premio          |
| Card Principale  | Card Principale       | Card Principale  | Card Principale | Card Principale  | Card Principale                             | Card Principale | Card Principale | Card Principale |
| ---------------- | --------------------- | ---------------- | --------------- | ---------------- | ------------------------------------------- | --------------- | --------------- | --------------- |
|                  | Pesi mosca            | Manel Kape       | batte           | Asu Almabayev    | KO tecnico (ritiro)                         | 3               | 2:16            | POTN            |
|                  | Pesi medi             | Cody Brundage    | batte           | Julian Marquez   | KO tecnico (pugni)                          | 1               | 4:45            |                 |
|                  | Pesi leggeri          | Nasrat Haqparast | batte           | Esteban Ribovics | Decisione non unanime (29–28, 28–29, 29–28) | 3               | 5:00            | FOTN            |
|                  | Pesi piuma            | Hyder Amil       | batte           | William Gomis    | Decisione non unanime (29–28, 28–29, 29–28) | 3               | 5:00            |                 |
|                  | Pesi welter           | Sam Patterson    | batte           | Danny Barlow     | KO (pugni)                                  | 1               | 3:10            |                 |
| Card Preliminare |                       |                  |                 |                  |                                             |                 |                 |                 |
|                  | Pesi massimi          | Mário Pinto      | batte           | Austen Lane      | KO (pugno)                                  | 2               | 0:39            | POTN            |
|                  | Pesi piuma            | Chepe Mariscal   | batte           | Ricardo Ramos    | Decisione unanime (30–27, 30–27, 30–27)     | 3               | 5:00            |                 |
|                  | Catchweight (148 lbs) | Danny Silva      | batte           | Lucas Almeida    | Decisione non unanime (29–28, 28–29, 29–28) | 3               | 5:00            |                 |
|                  | Pesi mosca femminili  | JJ Aldrich       | batte           | Andrea Lee       | Decisione unanime (30–27, 30–27, 29–28)     | 3               | 5:00            |                 |
|                  | Pesi mosca            | Ramazan Temirov  | batte           | Charles Johnson  | Decisione unanime (29–28, 29–28, 29–28)     | 3               | 5:00            |                 |

## Premi
I lottatori premiati ricevettero un bonus di 50.000 dollari.
Legenda:
- FOTN: Fight of the Night (vengono premiati entrambi gli atleti per il miglior incontro dell'evento)
- POTN: Performance of the Night (viene premiato il vincitore per la migliore performance dell'evento)